# Anton Habsburg-Lothringen
Anton Habsburg-Lothringen (* 20. März 1901 in Wien; † 22. Oktober 1987 in Salzburg; geboren als Anton Maria Franz Leopold Blanka Karl Joseph Ignatius Raphael Michael Margareta Nicetas, Erzherzog von Österreich) war ein Mitglied des Hauses Habsburg-Lothringen.

## Leben
Anton war der dritte Sohn von zehn Kindern des Erzherzogs Leopold Salvator von Österreich-Toskana (1863–1931) und seiner Ehefrau, der spanischen Infantin Blanca de Castilla de Borbón (1868–1949), der ältesten Tochter des Infanten Carlos María de los Dolores de Borbón, Herzog von Madrid (1848–1909), als „Carlos VII.“ Prätendent auf den spanischen Thron, und seiner Frau Prinzessin Margarita von Bourbon-Parma. Seine Großeltern väterlicherseits waren Erzherzog Karl Salvator und Prinzessin Maria Immaculata von Neapel-Sizilien.
Nach Auflösung der Doppelmonarchie Österreich-Ungarn am Ende des Ersten Weltkriegs im Jahr 1918 wohnte Erzherzog Anton von Österreich-Toskana mit seinen Eltern – vor der Ausreise der Familie des abgesetzten Kaisers Karl I. angesichts der drohenden Landesverweisung seines Vaters – in Frohsdorf in Niederösterreich. Später lebte er mit seinen Eltern im Exil in der Schweiz, später in Deutschland und in Frankreich.

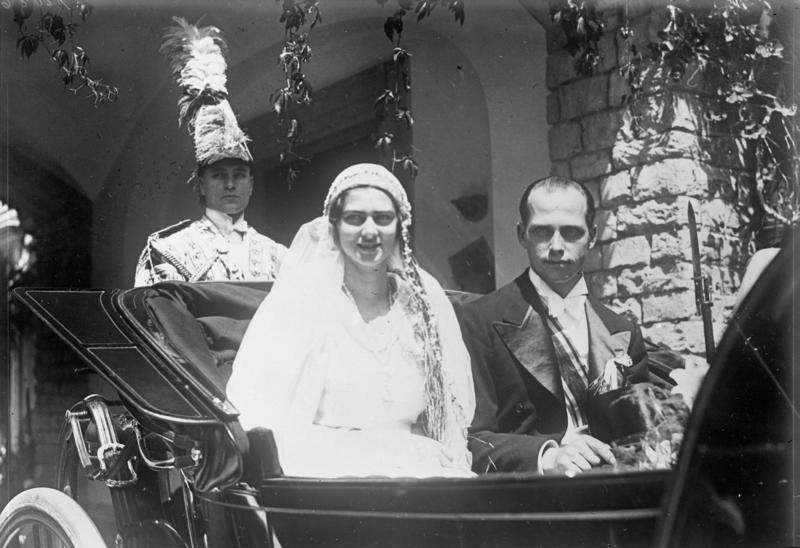
Hochzeit von Anton von Österreich-Toskana und Ileana von Rumänien im Jahr 1931

Am 26. Juli 1931 heiratete Anton Habsburg-Lothringen (Anton von Österreich-Toskana) auf Schloss Peleș in Sinaia (Prinzessin) Ileana Hohenzollern-Sigmaringen (1909–1991), die jüngste Tochter des rumänischen Königs Ferdinands I. und seiner Ehefrau Prinzessin Marie von Sachsen-Coburg und Gotha. Nach der Heirat wurde Ileana von ihrem Bruder, König Karl II., aus politischer Rücksicht auferlegt, außerhalb von Rumänien zu leben, da er meinte, dass das rumänische Volk eine Heirat mit einem Mitglied aus dem Haus Habsburg-Lothringen nicht akzeptieren würde. Das Ehepaar hielt sich daher zunächst in München und in Mödling bei Wien und später auf deren Schloss Sonnberg im Weinviertel auf. Aus der gemeinsamen Verbindung gingen sechs Kinder hervor:
- Stefan (1932–1998) ⚭ 1954 Mary Jerrine Soper (1931–2015)
- Maria-Ileana, genannt Minola (1933–1959) ⚭ 1957 Jaroslaw Graf von Kotulin und Dobrzenicz (1917–1959)
- Alexandra, genannt Sandi (* 1935) ⚭ 1962–1972 Eugen Eberhard Prinz von Württemberg (1930–2022) | ⚭ 1973 Victor Freiherr von Baillou
- Dominic, genannt Niki (* 1937), Industriedesigner ⚭ 1960–1999 Virginia Engel de Voss (1937–2000) | ⚭ 1999 Emmanuella (Nella) Mlynarski (* 1948)
- Maria Magdalena, genannt Magi (1939–2021) ⚭ 1959 Hans Ulrich Freiherr von Holzhausen
- Elisabetha, genannt Herzi (1942–2019) ⚭ 1964 Friedrich Sandhofer

Nach dem Anschluss 1938 sandte Anton ein Ergebenheitstelegramm an Hitler und unterstützte aktiv die NSDAP in der Volksabstimmung. Damit stellte er sich öffentlich gegen die Haltung des Familienoberhaupts Otto von Habsburg und des Großteils der Familie, die entschiedene Gegner des Nationalsozialismus waren.
Während des Zweiten Weltkriegs diente Anton Habsburg-Lothringen bis Ende 1944 in der deutschen Wehrmacht als Flieger. Nach seiner Entlassung zog er nach Törzburg in Rumänien, wo seine Familie auf Schloss Bran lebte. Nach dem Putsch und der Auflösung des Bündnisses Rumäniens mit Deutschland am 23. August 1944 waren das Paar, seine Kinder und Hausangestellten als Staatsbürger des Deutschen Reichs in Gefahr, interniert oder des Landes verwiesen zu werden. Aber erst als König Michael I. am 30. Dezember 1947 abdanken und das Land verlassen musste, wurde auch Habsburg-Lothringens Familie des Landes verwiesen.
Die Familie hielt sich zunächst in der Schweiz und in Argentinien auf, in den frühen 1950er Jahren lebte sie in den Vereinigten Staaten. Im Jahr 1954 ließ sich das Ehepaar scheiden, und Anton Habsburg-Lothringen ging zurück nach Österreich, wo er bis zu seinem Tod in Emmerberg (Niederösterreich) und in St. Lorenz am Mondsee (Oberösterreich) in der Villa Minola (nach seinem Tod vom neuen Eigentümer in Villa Mizzi umbenannt) lebte. Sein Grab befindet sich auf dem Friedhof von Mondsee. Den Kindern wurde nach der Rumänischen Revolution 1989 das Schloss Bran zurückübereignet.

## Adelshistorische Titel
- Bis 1919: Seine Kaiserliche und Königliche Hoheit Anton Maria Franz Leopold Blanka Karl Joseph Ignatius Raphael Michael Margareta Nicetas, Kaiserlicher Prinz, Erzherzog von Österreich, Königlicher Prinz von Ungarn, Königlicher Prinz von Toskana (siehe Adelsaufhebungsgesetz).
- Königlicher Prinz von Ungarn und Böhmen

## Ordenszugehörigkeiten
- Ritter des Ordens vom Goldenen Vlies
- Ritter des Orden vom Schwarzen Adler
- Ritter des Sankt Hubertus Orden
- Ritter des Orden Karl I. von Rumänien

## Verschiedenes
- Am 26. Mai 2006 wurde in Bran in Anwesenheit von Dominic von Österreich-Toskana und des rumänischen Kulturministers Adrian Iorgulescu die Rückgabeurkunde für das Schloss Bran unterzeichnet.[4]
- Thronfolge in Großbritannien[5]